# Liste der Naturdenkmale in Sefferweich
Die Liste der Naturdenkmale in Sefferweich nennt die im Gemeindegebiet von Sefferweich ausgewiesenen Naturdenkmale (Stand 13. April 2024).

## Naturdenkmale
| Nr.         | Bezeichnung               | Lage                                         | Beschreibung                                         | Bild                                    |
| ----------- | ------------------------- | -------------------------------------------- | ---------------------------------------------------- | --------------------------------------- |
| ND-7232-415 | Stieleiche „In der Dell“  | nordöstlich des Ortes; Flur In der Dell Lage | Quercus robur, um 1800 gekeimt, mindestens 15 m hoch | Direkt Bild zu diesem Denkmal hochladen |
| ND-7232-421 | Stieleiche „Im Borenfeld“ | Hauptstraße, bei Nr. 33 Lage                 | Quercus robur, um 1800 gekeimt, 15 m hoch            | Direkt Bild zu diesem Denkmal hochladen |